# Westfälische Bucht
Westfälische Bucht sau Münsterländer Bucht (Depresiunea Westfalică) este o regiune joasă de șes, care în cea mai mare parte se află în Westfalia, ea este de fapt continuarea spre sud a Norddeutschen Tiefebene (Depresiunea germană de Nord).

## Geografie
Westfälische Bucht este mărginit la nord de Teutoburger Wald (Pădurea Teutonă) iar la est de munții Eggegebirge. La est este limitat de munții Rechtsrheinische Schiefergebirge, care este compusă din cursul râului Ruhr, munții Ardeygebirge și Haarstrang, de regiunea de loess Hellwegbörde și platoul Sintfeld. La vest Westfälische Bucht se continuă cu regiunea Niederrhein și granița cu Olanda.
Pe hartă delimitarea regiunii se poate face prin linia de est care unește Bielefeld și Paderborn, iar la vest linia care unește Münster, Hamm și Dortmund, continuată cu linia de unire a orașelor Duisburg până la Rheine.